# Mesorhaga geoscopa
Mesorhaga geoscopa är en tvåvingeart som beskrevs av Daniel J. Bickel 1994. Mesorhaga geoscopa ingår i släktet Mesorhaga och familjen styltflugor. Inga underarter finns listade i Catalogue of Life.